# Толидо (Ајова)
Толидо (енгл. Toledo) град је у америчкој савезној држави Ајова. По попису становништва из 2010. у њему је живело 2.341 становника.

## Демографија
Према попису становништва из 2010. у граду је живело 2.341 становника, што је -198 (-7.8%) становника више него 2000. године.
| Група             | 2000.         | 2010.         |
| Белци             | 2.169 (85,4%) | 1.864 (79,6%) |
| Афроамериканци    | 13 (0,5%)     | 25 (1,1%)     |
| Азијати           | 9 (0,4%)      | 15 (0,6%)     |
| Хиспаноамериканци | 149 (5,9%)    | 267 (11,4%)   |
| Укупно            | 2.539         | 2.341         |